# Sadamu Shimomura
Sadamu Shimomura (下村 定, Shimomura Sadamu) (23 septembre 1887 - 25 mars 1968) est un général de l'armée impériale japonaise qui fut le dernier ministre de la Guerre de l'empire du Japon.

## Biographie
Né dans la préfecture de Kōchi, Shimomura sort diplômé de la 20e promotion de l'académie de l'armée impériale japonaise en 1908. Parmi ses camarades se trouvent les princes Yasuhiko Asaka, Naruhiko Higashikuni, et Naruhisa Kitashirakawa, ainsi que Mitsuru Ushijima, Heitarō Kimura, Takashi Sakai, et Shōjirō Iida. Il sort ensuite de la 28e promotion de l'école militaire impériale du Japon en 1916. Après avoir servi à différents postes administratifs au sein de l'État-major de l'armée impériale japonaise, Shimomura est posté en France comme attaché militaire en 1919. Il est rappelé pour occuper un poste au bureau de planification et de stratégie de l'État-major en 1921. Il est membre de la délégation japonaise lors des négociations de la conférence navale de Genève (en) de 1928 à 1929 et en 1931. De 1933 à 1935, il est commandant du 1er régiment d'artillerie lourde de campagne.
En 1935, Shimomura est affecté à l'État-major de l'armée japonaise du Guandong et promu major-général en 1936. Il retourne à l'État-major général en tant que chef du 4e bureau de 1936 à 1937 puis du 1er bureau de 1937 à 1938. Il est un fervent partisan d'une approche plus agressive en direction du gouvernement du Kuomintang dans la région de Shanghai et ses recommandations influent sur la décision de l'État-major japonais d'autoriser le débarquement de la 10e armée au début de la bataille de Shanghai.
Shimomura est promu lieutenant-général en 1939. Il est commandant de l'école d'artillerie en 1940 puis reçoit un commandement de bataille en 1942 à la tête de 10e armée basée à Shanghai et dans les régions environnantes en tant que force de garnison pour dissuader de possibles débarquements des Alliés à l'aval du Yangzi Jiang.
En mars 1944, Shimomura est rappelé au Japon pour devenir commandant de l'armée du district de l'Ouest, une des forces destinées à contrer une invasion du Japon. Cependant, en novembre 1944, il retourne en Chine comme commandant de l'armée régionale japonaise de Chine du Nord.
En 1945, Shimomura est promu général, et le 23 août (après la reddition du Japon), il est nommé dernier ministre de la Guerre dans le gouvernement Higashikuni. L'une des raisons de sa nomination est de ne jamais avoir été impliqué dans des hostilités contre les États-Unis durant sa carrière militaire. Shimomura est également en même temps le dernier inspecteur général de l'entraînement militaire. Sa tâche principale est de superviser la dissolution de l'armée impériale japonaise.
Comme tous les autres membres du gouvernement japonais, Shimomura est brièvement emprisonné par les autorités d'occupation américaines de 1946 à 1947 puis est libéré sans avoir été jugé.
En juin 1959, il est élu à la chambre des conseillers à la Diète du Japon d'après-guerre pendant un seul mandat avec le soutien du parti libéral-démocrate. Shimomura meurt d'un accident de la route le 25 mars 1968.